# Mihail Aleksandrov
Pour les articles homonymes, voir Aleksandrov.
Mihail Aleksandrov, né le 11 juin 1989 à Sofia en Bulgarie, est un footballeur international bulgare.

## Biographie

### En club
Mihail Aleksandrov fait quelques apparitions avec l'équipe première du CSKA Sofia après la finale du championnat junior. Il est ensuite annoncé partant en Premier League pour un transfert du côté du Liverpool FC, mais son permis de travail n'est pas approuvé. 
Il rejoint alors le club allemand du Borussia Dortmund. Une légende du football bulgare, Spas Dzhevizov, déclare à propos de Mihail qu'il n'a jamais vu un tel talent dans sa carrière[réf. nécessaire]. L'entraîneur de Dortmund, Thomas Doll, dit qu'Aleksandrov a la capacité pour devenir un grand footballeur et qu'il a des compétences étonnantes pour son âge (18 ans)[réf. nécessaire].
En 2010, n'ayant pu s'imposer en Allemagne, le joueur retourne dans son pays natal et s'engage en faveur de l'Akademik Sofia. Il signe ensuite en faveur du Ludogorets Razgrad.

### En équipe nationale
Il joue son premier match en équipe nationale le 5 mars 2014, à l'occasion d'une rencontre face à la Biélorussie.
Il inscrit son premier but en sélection le 13 octobre 2015, lors d'un match face à l'équipe d'Azerbaïdjan comptant pour les éliminatoires de l'Euro 2016.

## Statistiques

### Buts internationaux
| 0   | Date            | Lieu                                          | Compétition                        | Résultat | Adversaire  | Détail | Détail            | Détail | Sél. |
| --- | --------------- | --------------------------------------------- | ---------------------------------- | -------- | ----------- | ------ | ----------------- | ------ | ---- |
| 1er | 13 octobre 2015 | Stade national Vassil-Levski, Sofia, Bulgarie | Éliminatoires Euro 2016            | V 2-0    | Azerbaïdjan | 20e    | de la tête        | 1-0    | 11e  |
| 2e  | 3 juin 2016     | Toyota Stadium, Toyota, Japon                 | Demi-finale de la Coupe Kirin 2016 | P 7-2    | Japon       | 59e    | du pied gauche    | 6-1    | 14e  |
| 3e  | 7 octobre 2016  | Stade de France, Saint-Denis, France          | Éliminatoires Coupe du monde 2018  | P 4-1    | France      | 6e     | s.p du pied droit | 0-1    | 17e  |

## Palmarès

### En club
| Borussia Dortmund II (en) (1)                                    | Ludogorets Razgrad (9) | Legia Varsovie (3)                                                                                     |
| ---------------------------------------------------------------- | --- | --- |
| - Championnat d'Allemagne D4 (1) : - Champion occidental en 2009 | - Championnat de Bulgarie D2 (en) (1) : - Champion occidental en 2011 (en) - Coupe de Bulgarie (2) : - Vainqueur en 2012 (en) et 2014 (en) - Championnat de Bulgarie (4) : - Champion en 2012, 2013, 2014 et 2015 - Supercoupe de Bulgarie (2) : - Vainqueur en 2012 (en) et 2014 (en) | - Coupe de Pologne (1) : - Vainqueur en 2016 - Championnat de Pologne (2) : - Champion en 2016 et 2017 |